# Willem Eggert
Willem Eggert, ook  bekend als Willem Eggert van Gendt, (Amsterdam, omstreeks 1360 - Purmerend, 15 juli 1417) was een zoon van grootgrondbezitter Jan Eggert en was een Nederlandse edelman, bankier en schepen van Amsterdam. Hij bezat uitgestrekte landerijen in Weesp, Monnickendam, Oosthuizen, Aalsmeer en Wognum.
Eggert werd schatrijk als bankier en gebruikte zijn geld om een stevige band op te bouwen met graaf Willem VI van Holland. In 1392 steunde hij Willem toen deze door zijn vader Albrecht, hertog van Beieren verdacht werd van de moord op zijn maîtresse, Aleid van Poelgeest. 
Eggert werd in 1399 rentmeester van Ooster- en Westergo en in 1404 werd hij door Willem benoemd tot thesaurier van Amsterdam. Hij beheerde de schatkist, ging op missies en verving de graaf wanneer deze zelf op reis moest. Ook leende Eggert de graaf geld voor de oorlogsvoering. Zo werd hij als de tweede man aan het hof een belangrijke factor in de Hollandse politiek.
Eggert was de bouwheer en financier van de Nieuwe Kerk te Amsterdam die in 1409 gewijd werd en had de boomgaard bij zijn huis als bouwgrond voor de kerk geschonken. Op 4 november 1410 werd hij door Willem tot heer van de nieuwe vrije en hoge heerlijkheid van Purmerend en Purmerland benoemd en kreeg verlof om een kasteel te bouwen. Eggert bouwde van 1410 tot 1413 het slot Purmersteijn op een strategische plek waar de weg tussen Amsterdam en Hoorn de Where kruist. Hij speelde ook een belangrijke rol bij het sluiten van een 30-jarig vrede met de Friezen in 1414. Zijn eerstgeboren zoon Jan Eggert volgde hem op als heer van Purmerend en Purmerland.
Als medestander van graaf Willem vervulde hij diverse hoge ambten. Tussen 1416 en 1417 trad hij op als stadhouder van Holland en hofmeester van de graaf van Holland. Eggert verloste Willem van zijn schulden en hielp hem een van de rijkste en machtigste vorsten van het Heilige Roomse Rijk te worden.
Eggert was echter van Willem afhankelijk hetgeen bleek toen de graaf in 1417 stierf en hij direct uit zijn functie werd gezet. Enkele weken later stierf ook Eggert in zijn slot Purmersteijn. Hij werd begraven in de voor hem gebouwde Eggertkapel in de Amsterdamse Nieuwe Kerk. Nog steeds is daar te lezen: Anno MCCCCXVII den XV dagh in julio starf den eerbaren heer Willem Eggert, heer tot Purmereynde.

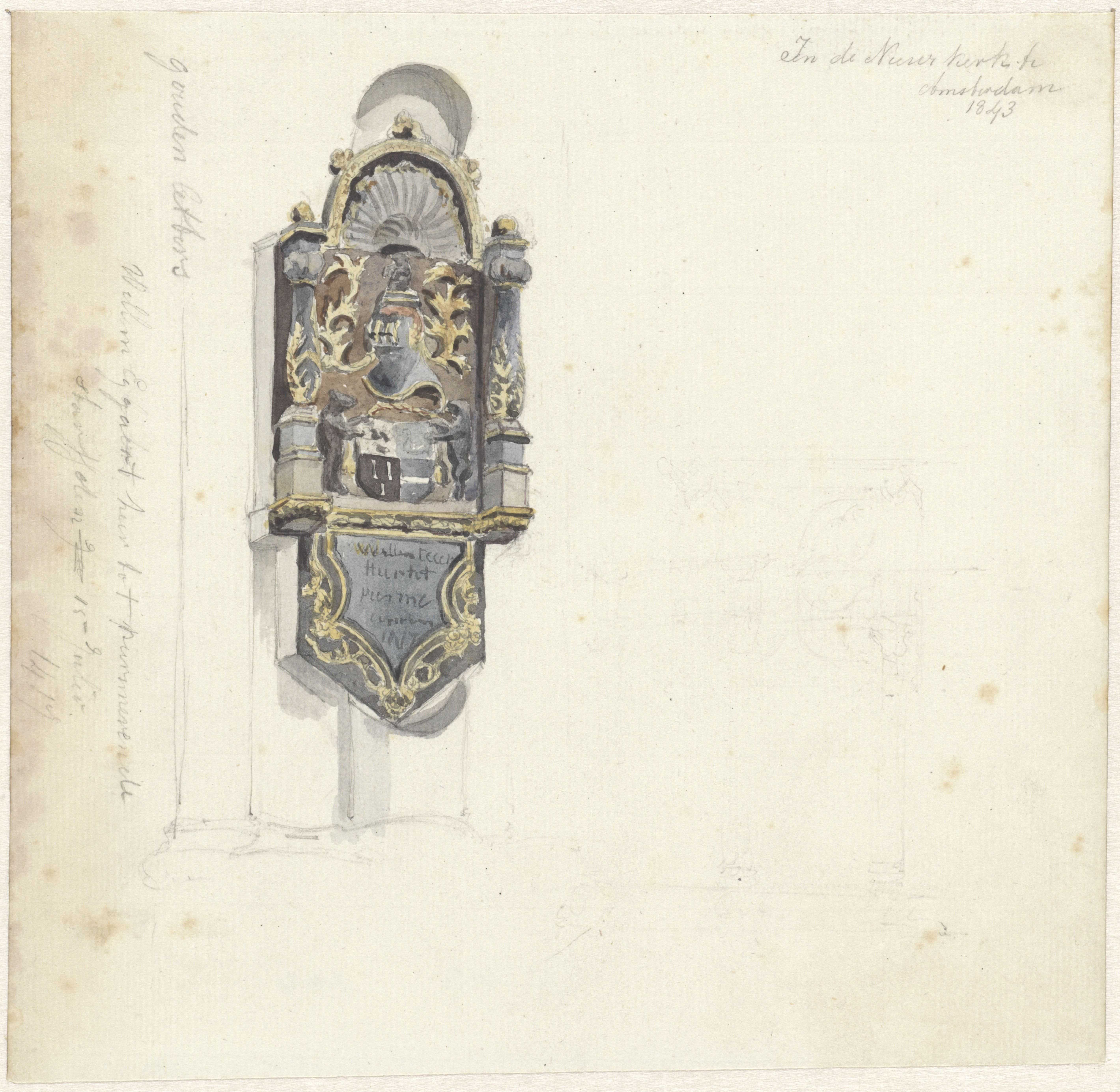
Monument voor Eggert in de Nieuwe Kerk in Amsterdam
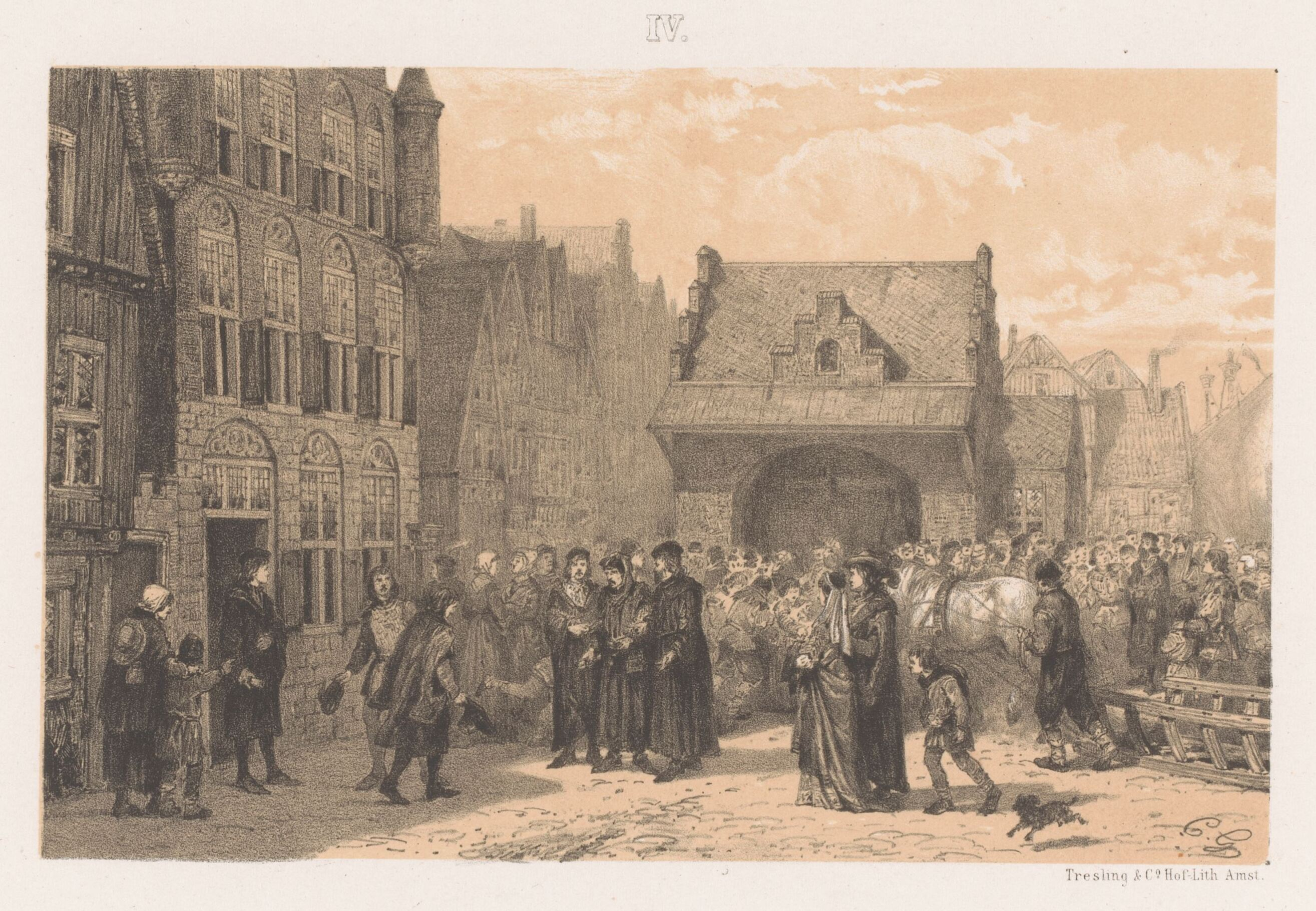
19e eeuwse voorstelling van Eggert op de Dam in Amsterdam
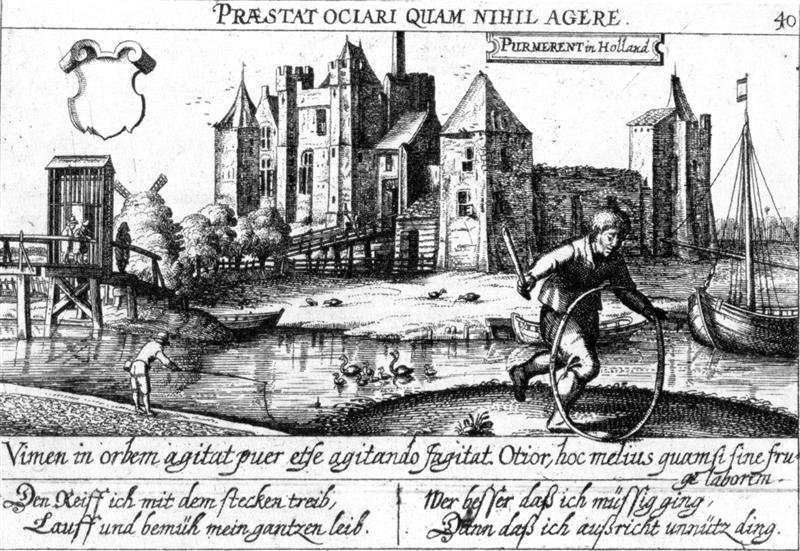
Tekening van Slot Purmersteijn door Claes Jansz. Visscher in 1617